# Zentrale Stelle für Informationstechnik im Sicherheitsbereich
Lo ZITiS, Zentrale Stelle für Informationstechnik im Sicherheitsbereich  (Ufficio centrale per la tecnologia dell’informazione nel settore della sicurezza), è un servizio di sicurezza della Germania istituito il 14 settembre 2017 a Monaco di Baviera ed inaugurato dal ministro degli interni tedesco Thomas de Maizière.
Il servizio ha competenza nel cyberspazio e nella protezione dei dati sensibili ai fini del funzionamento dello stato, ed a differenza degli altri servizi di sicurezza Bundesnachrichtendienst (BND) e Bundeskriminalamt (BKA) all'atto della sua istituzione non ha avuto una legge che lo regolamentasse. Il direttore dell'agenzia nazionale per la tutela della privacy Andrea Vosshoff ha dichiarato al quotidiano Neue Osnabrücker Zeitung che "non era in grado di offrire una seria e valida valutazione di questo progetto".
L'organico iniziale è di 120 unità, per un investimento di 10 milioni di euro, con la prospettiva di espandere a 400 unità entro il 2022 e d icostituire una risorsa tecnologica per le altre agenzie di sicurezza nazionali. Secondo Frank Herrmann del Partito Pirata tedesco le capacità dell'agenzia verranno utilizzate per violare reti e informazioni cifrate; lo sviluppo di queste capacità viene già attribuito alla polizia tedesca dal giornale indipendente Netzpolitik in un articolo di luglio, che secondo alcune fonti attribuiva la capacità entro fine anno di violare i messaggi WhatsApp; un software denominato Remote Communication Interception Software 2.0 (RCIS) supererebbe le protezioni di criptatura delle applicazioni di messaggistica sui sistemi operativi mobili.
È membro dell'Istituto europeo per le norme di telecomunicazione (ETSI).